# Мірон Костін
Мірон Костін (рум. Miron Costin; лютий 1633 — 18 грудня 1691, Роман) — румунський поет, літописець державний та політичний діяч Молдовського князівства.

## Біографія
Мірон Костін народився в 1633 році, у родині гетьмана Іона Костіна і Сафти Скоарцеш, внучки господаря Мирона Барновського.
Разом із батьком він емігрував до Польщі, де в 1647—1652 рр. навчався в єзуїтських університетах у місті Бар.
У 1634—1652 і 1683—1685 жив в Україні, вчився у Барській колегії. Родич Петра Могили.
У період Визвольної війни українського народу 1648—1657 виступав на боці польської шляхти.
Повернувшись до Молдови, він займав багато високопоставлених державних посад. Був так званим, канцлерем, губернаторем Нижньої та Верхньої Молдавії та княжим радником.
1680 року Мирон Костін просить короля Речі Посполитої Івана Собеського піднятися на боротьбу з турками. Після повернення з Відня потрапляє в полон до поляків, але вчений користується захистом короля, який надає йому один із своїх замків біля міста Стрия, де Мирон Костін перебуває майже два роки і веде наукову діяльність. У 1684 році бояри, що мандрували Польщею, спираючись на меморандум, складений М. Костіним, просять короля Собеського звільнити Молдову від турків і гарантувати їм права, подібні до прав шляхти, обмеживши деспотизм молдавських господарів. Також з цього року датується «Історія в польських віршах про землю Молдавію і Валахію», обширний твір із 750 віршів, який він присвячує своєму благодійнику, королю Івану Собеському. Це художній твір, створений за зразком тогочасних польських віршів і спрямований на отримання підтримки в боротьбі з турками. Він дає легендарні пояснення до гербів, поєднує оповідання з описом краси рідної землі.
Після поразки, зазнаної турками в битві біля Відня в 1683 році, його супроводжували до Польщі разом з іншими молдавськими боярами, де його особисто приймав король Ян III Собеський, якому він подарував свою поему Історія з польськими ритмами про молдавські та мультанські землі (рум. "Historyja polskimi rytmami o mołdawskiej ziemi i multańskiej.").
1685 року його брат Величко, який раніше повернувся до Молдови, надіслав йому запрошення від Господаря Костянтина Кантеміра повернутися до країни. Знаючи, що він приятель поляків, Господар призначає його Старостою Путни, що знаходиться на кордоні з Річчю Посполитою.
1686 р. відбувається нова битва з турками короля І. Собеського, коли молдавани перебувають в османському таборі.
Працював писарем при дворі господаря Константина Кантемира. Після викриття змови проти князя, співорганізатором якої він був, у 1691 р. він був схоплений і страчений.

## Творчість
Імовірно, у 1672-1674 роках Мирон Костин написав філософську поему під назвою Історія світу (рум. Viaţa lumii), посилаючись на популярну на той час тему «про непостійність щастя і проходження життя». Під час написання поеми Костин надихався біблійною темою «марнославство над марнославством», яка також була однією з улюблених у поезії бароко, де вона з'являється під назвою «fortuna labilis». Вірш був одним із перших, написаних румунською мовою.
Мірон Костин був одним із продовжувачів традиції писати молдавські хроніки румунською мовою, започаткованої Григорієм Уреке. Його Хроніка Молдавської землі від правління Арона Воєводи (рум. Letopiseţul Ţării Moldovei de la Aaron Vodă), написана в 1675-1677 рр., що охоплює події 1595—1661 від правління господаря Арона до припущення влади Господар Істрата Дабія та втрата автономії молдавським фермерством. Літопис містить багато описів подій про Хотинську і Берестецьку битви, стосунки Богдана Хмельницького з молдавським господарем Василем Лупулом тощо.
Ще одна праця Мірона Костина — це незакінчена історична праця Про молдавську націю (рум. De neamul moldovenilor). У ній Мірон Костін у своїй праці De neamul moldovenilor (1687) записав, що молдовани, волохи та румуни, що мешкають в Угорському королівстві, мають однакове походження, при цьому наводячи такий аргумент: хоча мешканці Молдови й кличуть себе молдованами, свою мову називають румунською (românește), а не молдовською (moldovenește) Крім того Костин поширює помилкову теорію, створену Грігоре Уреке про суто римське походження молдаван.
Започаткував жанр філософської поеми у румунській літературі («Життя світу», 1673).
У Дашеві написав «Історію віршем польським Землі Волоської і Мультянської» (1684), у якій навів цінні відомості про українське населення Буковини, переказав, зокрема, легенду про українця-пасічника Яцька.

### Праці
- 1672—1674 — Viiaţa Lumii.
- 1674 — Chronika Ziem Mołdawskich i Multańskich.
- 1675—1677 — Letopiseţul Ţării Moldovei de la Aaron Vodă încoace, de unde este părăsit de Ureche, vornicul de Ţăra-de-Gios, scos de Miron Costin, vornicul de Ţară-de-Gios, în oraş in Iaşi, în anul de la zidirea lumii 7183, iară de la naşterea mîntuitorului lumii, lui Iisus Hristos 1675…
- 1684 — Historyja polskimi rytmami o mołdawskiej ziemi i multańskiej.
- Od 1686 — De neamul moldovenilor.

## Родина

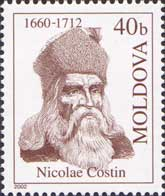
Ніколає Костін на марці

Другий син Мірона Костіна — Ніколає Костін 1660—1712) — відомий літописець та письменник, хроніст, високопосадовий державний діяч, найбільш відомий за творами: «Книга про походження землі молдавської та роду молдавського» та «Часи господарів»